# Gistaín
Gistaín (aragonesisch Chistén) ist eine Gemeinde im Norden der spanischen Provinz Huesca der Region Aragonien. Die Gemeinde gehört zur Comarca Sobrarbe. Gistaín hat auf einer Fläche von 75,9 km² im Jahre 2024 116 Einwohner.

## Geographie
Gistaín liegt im Parque natural Posets-Maladeta.

## Baudenkmäler

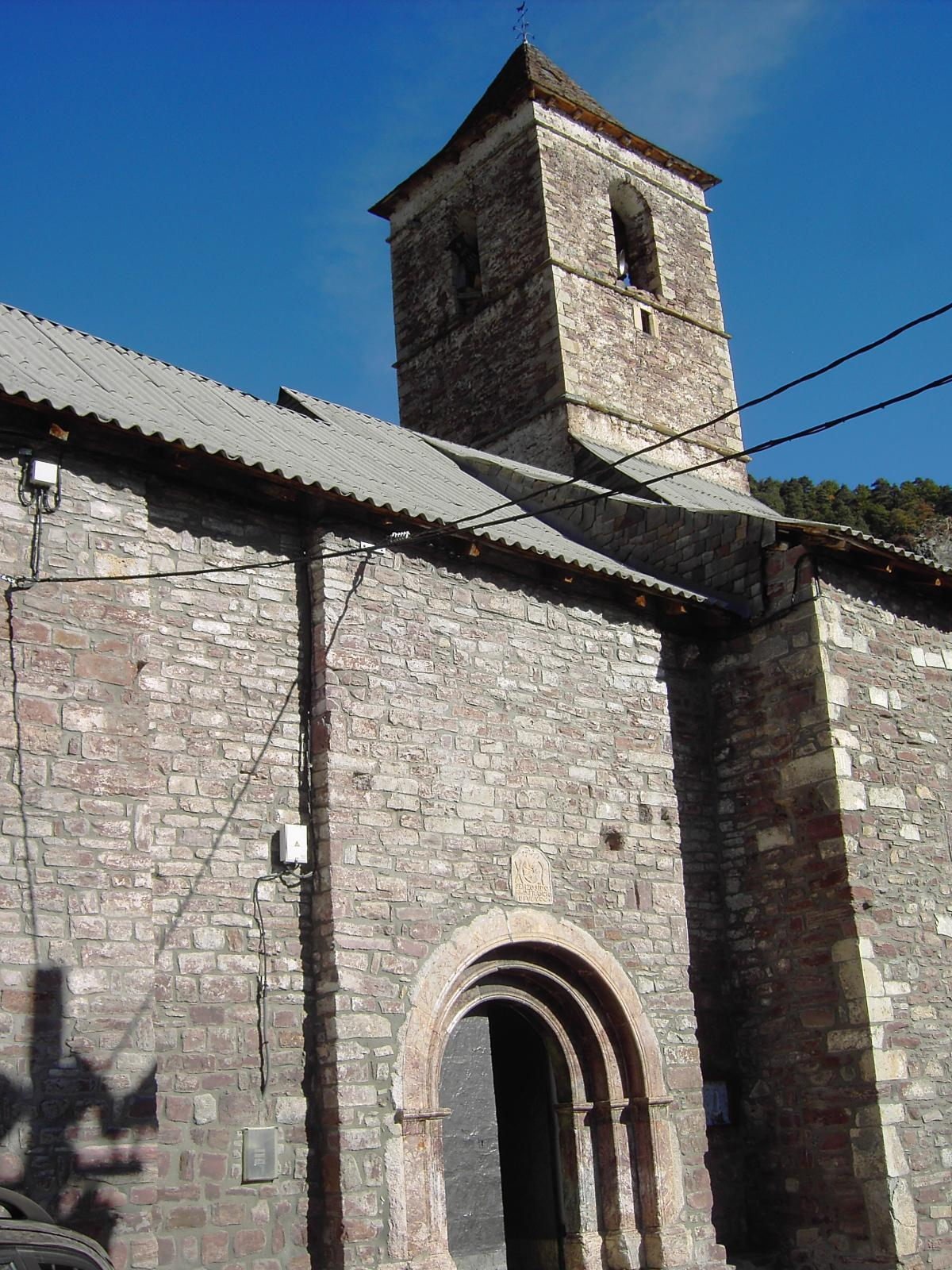
Kirche San Vicente Mártir

- Kirche San Vicente Mártir (Bien de Interés Cultural)
- Torre de Casa Tardán (Bien de Interés Cultural)
- Torre de Tardán (Bien de Interés Cultural)
- Fuente nueva de Gistaín (Bien de Interés Cultural)